# بيت لا روكا
بيت لا روكا (بالإنجليزية: Pete La Roca)‏ هو عازف جاز ومحامي أمريكي، ولد في 7 أبريل 1938 في نيويورك في الولايات المتحدة، وتوفي في 19 نوفمبر 2012.

## وصلات خارجية
- بيت لا روكا على موقع ميوزك برينز (الإنجليزية)
- بيت لا روكا على موقع أول ميوزيك (الإنجليزية)
- بيت لا روكا على موقع ديسكوغز (الإنجليزية)